# Stalettì
Stalettì è un comune italiano di 2 394 abitanti della provincia di Catanzaro; è situato sul golfo di Squillace.

## Storia
L'origine di Stalettì è risalente all'epoca romana, come dimostrano i numerosi reperti archeologici ritrovati nella zona.
Nei pressi della principale strada del paese, Via Grande, sono presenti antiche fornaci per la calce e la torre di guardia che sovrasta il territorio circostante.
Nel 1400 il paese subì un importante aumento demografico che si interruppe anni dopo a causa delle incursioni dei Saraceni.
Un terremoto nel 1783 provocò ingenti danni al paese e in particolare al suo patrimonio culturale.

### Simboli
Lo stemma si può blasonare: scudo accartocciato, di cielo, alla colonna scanalata d'argento, rotta in banda, attraversante sul ramoscello d'alloro di verde, posto in banda, sinistrata dal crescente figurato d'argento e sormontata dalla stella d'oro, circondata dai punti cardinali; essa colonna fondata sulla cima centrale di tre basse colline erbose di verde, le laterali moventi dai fianchi dello scudo ed emergenti dal mare fluttuoso al naturale, caricato in punta dell'iscrizione  STALATIEN, in lettere maiuscole d'oro, poste in scaglione rovesciato.
Il gonfalone è un drappo di azzurro.

## Monumenti e luoghi d'interesse

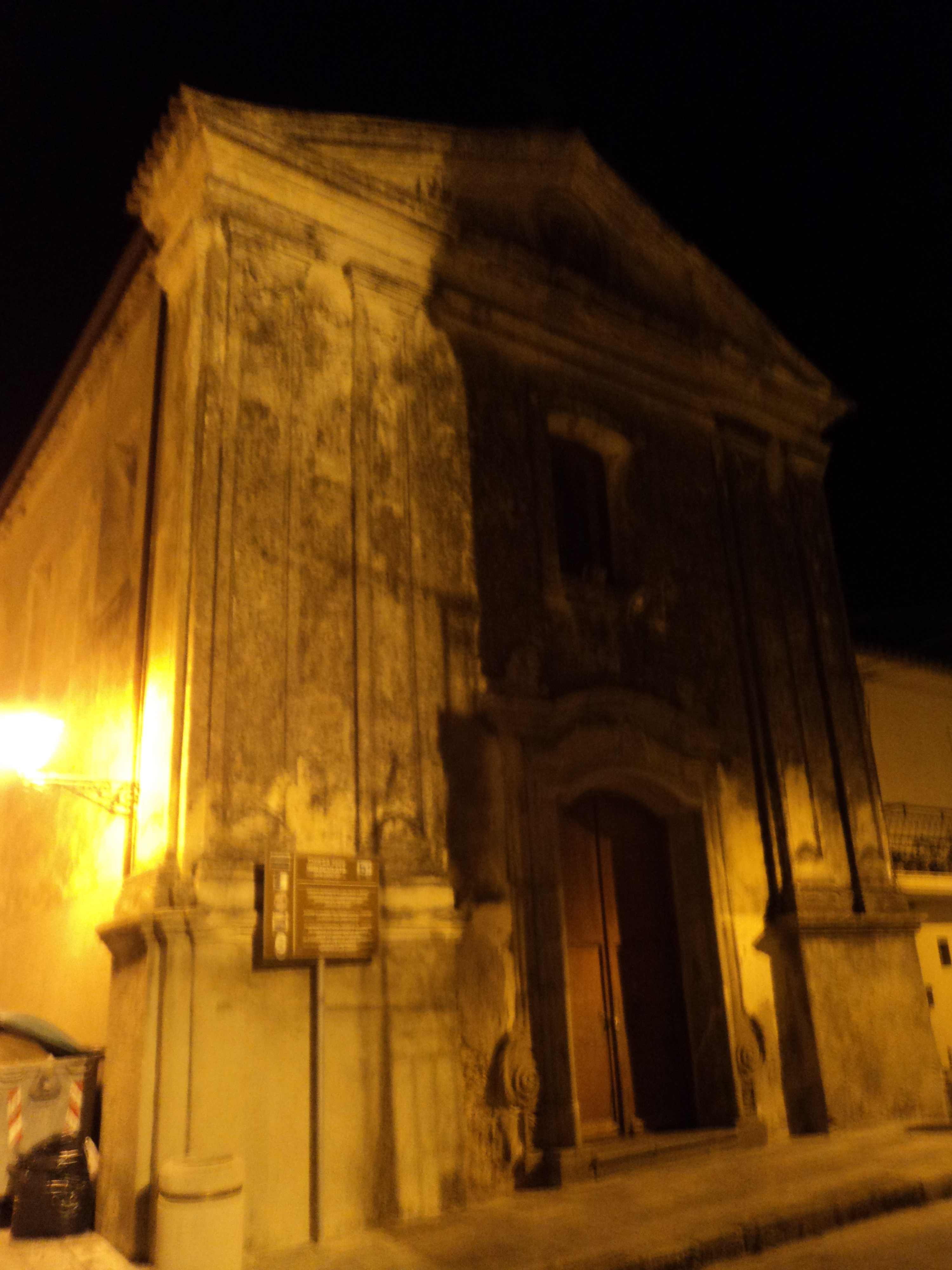
Chiesa dell'Immacolata Concezione

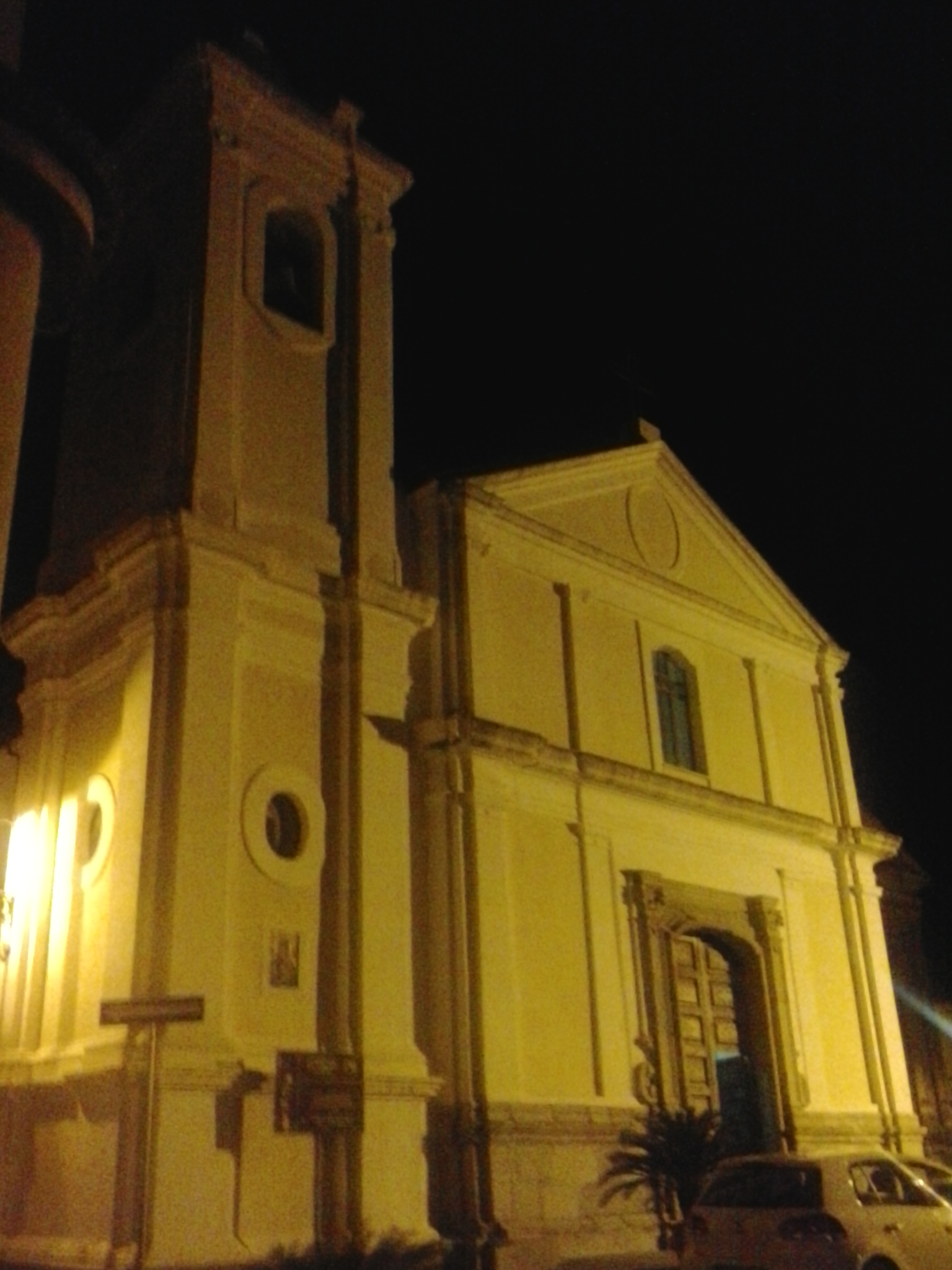
Chiesa della Madonna del Rosario

### Architetture religiose
Dal punto di vista archeologico ed architettonico si possono ammirare: i resti della chiesa madre del XV secolo distrutta durante il terribile terremoto del 1783, che distrusse gran parte dei comuni limitrofi.
Il convento di San Gregorio Taumaturgo, risalente all'XI secolo, un tempo cenobio basiliano, oggi è fiorente centro di cultura francescana. Custodisce al suo interno, sotto l'altar maggiore, le reliquie del santo patrono. Il convento si affaccia sul viale comunale.
La chiesa dell'Immacolata concezione del XVI secolo con un altare policromo che custodisce al centro la statua della Vergine.
La chiesa della Madonna del Rosario del XVIII secolo, oggi sede della parrocchia.
Inoltre si possono ammirare i palazzetti nobiliari, come quello della famiglia Aracri, oggi sede della biblioteca comunale.

### Siti archeologici
Molte le testimonianze archeologiche nel suo territorio, come il sito archeologico di Santa Maria del mare, con i resti di una fortezza bizantina a pianta pentagonale, che non ha nulla a che fare con il Vivario, fondato da Cassiodoro. Questo, secondo le indicazioni topografiche date da Cassiodoro nelle Institutiones, (il Vivariense era "ai piedi del monte Moscio, vicino al fiume Alessi e vicino al mare") era situato all'odierna Coscia di Staletti; per ulteriori dettagli, cliccare sul link "Santa Maria de vetere Squillacio" (Collegamenti esterni).

## Società

### Evoluzione demografica
Abitanti censiti

#### Tradizioni e folclore
Oltre al turismo archeologico e balneare, offerto dalle spiagge di Caminia e Copanello, è interessante il turismo folcloristico. I più importanti avvenimenti sono quelli che si svolgono nel periodo pasquale come la suggestiva "Chiamata" con processione della Madonna Addolorata nel Venerdì santo o la "Cumprunta" con la svelata della Madonna alla domenica di Pasqua. Altre manifestazioni si svolgono in occasione della festa di San Rocco (Compatrono) in estate o la tradizionale fiera che si svolge durante la celebrazione patronale di San Gregorio Taumaturgo il 17 novembre. Altre processioni molto importanti sono la festa del Santo Bambino il 6 gennaio, di San Giuseppe il 19 marzo, di San Gregorio (festa del miracolo della pioggia) il 13 maggio, di Sant'Antonio il 13 giugno, della Madonna del Carmine il 16 luglio, di San Pio da Pietrelcina il 23 settembre, della Madonna del Rosario (Regina di Stalettì) la prima domenica di ottobre, dell'Immacolata Concezione l'8 dicembre e di Santa Lucia il 13 dicembre.

## Economia
Nella frazione di Copanello ha sede lo stabilimento di produzione del Guglielmo Caffè.

## Infrastrutture e trasporti

### Strade
Stalettì è servita dalla Strada statale 106 Jonica.

## Amministrazione
| Periodo          | Periodo          | Primo cittadino    | Partito                        | Carica  | Note |
| ---------------- | ---------------- | ------------------ | ------------------------------ | ------- | ---- |
| 20 novembre 1994 | 29 novembre 1998 | Gregorio Aversa    | Alleanza dei Progressisti      | sindaco |      |
| 29 novembre 1998 | 26 maggio 2003   | Gregorio Aversa    | lista civica Indipendente      | sindaco |      |
| 26 maggio 2003   | 14 aprile 2008   | Pantaleone Narciso | lista civica Indipendente      | sindaco |      |
| 14 aprile 2008   | 27 maggio 2013   | Pantaleone Narciso | Partito Democratico            | sindaco |      |
| 27 maggio 2013   | 10 giugno 2018   | Concetta Stanizzi  | lista civica "Per Stalettì"    | sindaco |      |
| 10 giugno 2018   | 15 maggio 2023   | Alfonso Mercurio   | lista civica "Liberamente"     | sindaco |      |
| 15 maggio 2023   | in carica        | Mario Gentile      | lista civica "Stalettì Futura" | sindaco |      |

## Sport
Dal 2012 la principale squadra di calcio del paese è l'U.S.D. C.S.I. Stalettì che attualmente milita nel girone B calabrese di Prima Categoria, è presente anche la categoria Allievi dove alcuni giovani vengono convocati più volte con la Prima squadra. Il titolo è stato venduto alla Vigor Lamezia.